# Vlak do oblakov
Tren a las Nubes ali Vlak do oblakov je storitev turističnega vlaka v provinci Salta v Argentini. Storitev poteka vzdolž vzhodnega dela železniške proge Salta – Antofagasta, železnice Belgrano (znana tudi kot proga C-14), ki povezuje argentinski severozahod z mejo v gorskem območju Andov, več kot 4220 metrov nad morsko gladino , peta najvišja železnica na svetu. Prvotno zgrajena iz ekonomskih in socialnih razlogov, zdaj je zanimiva predvsem za turiste kot dediščina, čeprav so na voljo tudi cenejše vozovnice za domačine, ki vlak uporabljajo kot prevoz.

## Opis
Železniška proga ima 29 mostov, 21 predorov, 13 viaduktov, 2 spirali in 2 cik-caka. Zaradi odločitve o zasnovi, da za vleko ne bodo uporabili zobnikov, je bilo treba traso načrtovati tako, da so se izognili strminam.  Cik-caki omogočajo vlaku, da se vzpenja naprej in nazaj vzporedno s pobočjem gore.
Iz Salte odpelje vsako soboto ob 07.05 in se vrne okoli polnoči, čeprav večina turistov preprosto opravi 8-urno enosmerno pot in se vrne z drugimi sredstvi. Vlak je sestavljen iz jedilnice, bara, prostora za prvo pomoč in dveh potniških vagonov s prostorom za 170 ljudi, čeprav naj bi se to sčasoma povečalo na 400.
Ko vlak zapusti Salto, najprej vstopi v Valle de Lerma in nato v Quebrada del Toro, preden doseže altiplano. Na poti se nahajajo številna postajališča, na nekaterih trgih prodajajo domačini izdelke domače obrti in ponujajo regionalne jedi.

## Zgodovina

### Začetek
Možnost železnice na tem območju so začeli raziskovati že leta 1889, do leta 1916 pa so bile izvedene številne študije, ki so analizirale izvedljivost proge glede na strme nagibe in surove terene. Gradnja železnice se je uradno začela leta 1921 z namenom povezati sever Argentine s Čilom čez Ande.Viadukt La Polvorilla, najvišji del proge, je bil končan 7. novembra 1932.
Traso je zasnoval ameriški inženir Richard Maury  (ki je kasneje umrl v Salti) in po katerem je ena od postaj dobila ime.  Celotna železnica je bila odprta 20. februarja 1948, zaradi številnih zamud in zapletov ter dvoletnega obdobja, ko je bilo delo paralizirano.
Proga je svoje ime dobila v zgodnjih 1960-ih, potem ko so študentje posneli pot po železnici Salta-Antofagasta iz notranjosti vlakov, pri čemer so pogosto prikazovali hlape takratne parne lokomotive, ki je skupaj z mrzlim gorskim zrakom tvorila velike hlape. Posnetke so kasneje časniku Clarín ponudili za snemanje dokumentarnega filma, ki so ga zaradi oblakov hlapov v filmu pozneje imenovali Tren a las Nubes (Vlak do oblakov). Ferrocarriles Argentinos (FA) je pozneje sprejel ime, da bi bilo bolj privlačno za turiste. Šele leta 1972 so turistično pot začeli uradno uporabljati kot dediščino železnice.

### Privatizacija
Državno podjetje Ferrocarriles Argentinos je storitev obratovala do začetka 1990-ih, ko je postopek privatizacije, ki ga je izvedla uprava Carlosa Menema, podelil Tren de las Nubes v koncesijo zasebnemu lokalnemu operaterju, ki je prevzel progo leta 1991.
Leta 2005 se je vlak ustavil na višini 3500 m, potnike pa so morali evakuirati s helikopterji. Od takrat sta nacionalna in provincialna vlada obnovili progo, zamenjali 60 km tirov in podelili novo koncesijo zasebnemu podjetju Ecotren za upravljanje Tren a las Nubes. Vlak je bil ponovno odprt za javnost 6. avgusta 2008 .

### Ponovno podržavljenje
Julija 2014 je vlak iztiril v bližini Abra Muñano na višini 4000 m, 80 km preden bi prišel v San Antonio de los Cobres. Iz vlaka je bilo treba evakuirati približno 400 potnikov. Po incidentu je vlada Salte odpovedala pogodbo z družbo Ecotren in trdila, da gre za varnostne okvare. Po teh dogodkih je bila proga nacionalizirana in provinca je prevzela delovanje in vzdrževanje službe.
Vlada Salte kot operater storitve je napovedala, da bo Tren a las Nubes spet deloval do marca 2015, čeprav se je storitev začela izvajati šele 4. aprila 2015. Med osem mesečnim zaprtjem proge sta nacionalna vlada in vlada Salte obnovili večji del železniške proge in železniškega voznega parka. Za to prenovo je provinca skupaj s podjetjem za tovorni prevoz Belgrano Cargas predelala vagone, dizelske lokomotive pa so popravili v delavnicah Alta Córdoba.
Od avgusta 2017 je večina poti (> 80 %) opravijo z avtobusom.

## Galerija
- Nedavno obnovljen vlak, ki prečka železniški most..
- Vlak, ki prečka enega od 13 viaduktov.
- ViaduktLa Polvorilla z obrtno tržnico..
- Obnovljeni vlaki so bili poslikani v livreji Trenes Argentinos.
- Vlak v barvi EcoTren vzporedno z nacionalno cesto 40.
- Notranjost jedilnice.

## Glej ttudi
- Seznam najvišjih železnic